# Station Selling
Selling is een spoorwegstation van National Rail in Selling, Swale in Engeland. Het station is eigendom van Network Rail en wordt beheerd door Southeastern. Het station is geopend in 1860.